# Дуб Черненка
Дуб Черне́нка — ботанічна пам'ятка природи, що розташовано в селі Петрівка Полтавського району Полтавської області України. Ця пам'ятка входить до списку об'єктів природно-заповідного фонду місцевого значення Полтавщини та захищена державою відповідно до Закону України «Про природно-заповідний фонд України». Затверджена рішенням Полтавської облради від 07.12.2011 та знаходиться у підпорядкуванні Зіньківської міської громади.

## Опис
Метою створення цього об'єкта охорони природи було збереження одинокого вікового дерева дуба звичайного віком біля 200 років.Слов'янські народи з давнини шанують дуб як священне дерево. Дуб звичайний — основна лісотвірна порода лісостепу, в межах якого розташована територія Зіньківської міської громади.
Дуб Черненка зростає на краю невеликого лісового масиву, на околиці села. За легендою, дуб був посаджений близько 200 років тому, на честь народження сина пана Черненка, що володів землями Петрівки.
Площа об'єкту охорони становить 0,03 га, код у базі даних «Вікові та меморіальні дерева Полтавщини» — DUB0547.
Дуб Черненка — це одна з п'яти ботанічних пам'яток природи в Зіньківській міській громаді.
Доїхати до ботанічної пам'ятки природи Дуб Черненка можна від Полтави по трасі Н-12 до смт Опішня, далі автошляхом Т 1706 до села Шилівка, а потім через нього на схід по дорозі до Петрівки.
Дуб Черненка має естетичне значення та виконує виховну функцію для молодих селян.